# Christian Glarbo
Christian Erik Nielsen Glarbo (23. februar 1875 i Torrild – 1. august 1920 i København) var en dansk teolog.
Glarbo blev cand. theol. 1898, erhvervede universitetets guldmedalje 1900, studerede i længere tid i udlandet og tog 1905 licentiatgraden med Den kristelige Erkendelse. Han virkede i nogle år som lærer, blev docent i nytestamentlig eksegese 1910 og professor i dogmatik og etik 1916. Han har skrevet blandt andet Moral og Religion (1912) og Christian science (1913).
Han er begravet på Ordrup Kirkegård.